# Afulu (plaats)
Afulu is een bestuurslaag in het regentschap Nias Utara van de provincie Noord-Sumatra, Indonesië. Afulu telt 1481 inwoners (volkstelling 2010).